# Leichtathletik-Weltmeisterschaften der Behinderten 1994/Teilnehmer (Neuseeland)
| stlisierte Goldmedaille | stlisierte Silbermedaille | stlisierte Bronzemedaille |
| ----------------------- | ------------------------- | ------------------------- |
| 5                       | 2                         | 2                         |

Aus Neuseeland nahmen eine Frau und zwei Männer an den Leichtathletik-Weltmeisterschaften der Behinderten 1994 teil, die zumindest neun Medaillen errangen und mehrere Weltrekorde aufstellten.

## Ergebnisse

### Frauen
| Athletinnen    | Wettbewerb               | Vorlauf / Vorkampf | Vorlauf / Vorkampf | Halbfinale   | Halbfinale | Finale       | Finale |
| Athletinnen    | Wettbewerb               | Zeit / Weite       | Rang               | Zeit / Weite | Rang       | Zeit / Weite | Rang   |
| -------------- | ------------------------ | ------------------ | ------------------ | ------------ | ---------- | ------------ | ------ |
| Cristeen Smith | 100 m Rennrollstuhl T51  | –                  | –                  | –            | –          | 24,71 s      |        |
| Cristeen Smith | 200 m Rennrollstuhl T51  | –                  | –                  | –            | –          | 40,62 s      |        |
| Cristeen Smith | 400 m Rennrollstuhl T51  | –                  | –                  | –            | –          | 1:25,57 min  |        |
| Cristeen Smith | 800 m Rennrollstuhl T51  | –                  | –                  | –            | –          | 2:54,01 s    |        |
| Cristeen Smith | 1500 m Rennrollstuhl T51 | –                  | –                  | –            | –          | 5:58,37 min  |        |
| Cristeen Smith | Kugelstoßen sitzend F52  | –                  | –                  | –            | –          | 5,88 m       |        |
| Cristeen Smith | Diskuswurf sitzend F52   | –                  | –                  | –            | –          | 13,04 m      | 1      |
| Cristeen Smith | Speerwurf sitzend F52    | –                  | –                  | –            | –          | 14,16 m      | 1      |

### Männer
| Athleten       | Wettbewerb               | Vorlauf / Vorkampf | Vorlauf / Vorkampf | Halbfinale   | Halbfinale | Finale               | Finale    |
| Athleten       | Wettbewerb               | Zeit / Weite       | Rang               | Zeit / Weite | Rang       | Zeit / Weite         | Rang      |
| -------------- | ------------------------ | ------------------ | ------------------ | ------------ | ---------- | -------------------- | --------- |
| Peter Martin   | 100 m Rennrollstuhl T51  | –                  | –                  | 22,27 s      | 4          | nicht qualifiziert   | 14        |
| Gavin Foulsham | 800 m Rennrollstuhl T53  | 1:49,06 min        | 4                  | 1:47,59 min  | 5          | nicht qualifiziert   | ca. 12–15 |
| Gavin Foulsham | 1500 m Rennrollstuhl T53 | 3:23,07 min        | 6                  | 3:23,33 min  | 10         | nicht qualifiziert – | 21        |
| Peter Martin   | Kugelstoßen sitzend F52  | –                  | –                  | –            | –          | 5,90 m               |           |
| Peter Martin   | Diskuswurf sitzend F52   | –                  | –                  | –            | –          | 13,12 m              | 6         |
| Peter Martin   | Speerwurf sitzend F51    | –                  | –                  | –            | –          | 13,26 m              |           |
| Peter Martin   | Fünfkampf sitzend F52    | –                  | –                  | –            | –          | 3743 Punkte          |           |